# ويليام أرسكين نولز
ويليام أرسكين نولز هو قاضي وسياسي كندي، ولد في 28 نوفمبر 1872 في كندا، وتوفي في 17 يوليو 1951. حزبياً، نشط في الحزب الليبرالي الكندي. وقد انتخب عضو المجلس التشريعي من ساسكاتشوان وانتخب عضو مجلس العموم الكندي.